# Tessellarctia walterei
Tessellarctia walterei är en fjärilsart som beskrevs av Beutelspacher 1984. Tessellarctia walterei ingår i släktet Tessellarctia och familjen björnspinnare. Inga underarter finns listade i Catalogue of Life.